# Colonia Patria Nueva
Colonia Patria Nueva är en ort i Mexiko.   Den ligger i kommunen Celaya och delstaten Guanajuato, i den centrala delen av landet, 220 km nordväst om huvudstaden Mexico City. Colonia Patria Nueva ligger 1 750 meter över havet och antalet invånare är 1 214.
Terrängen runt Colonia Patria Nueva är platt åt nordost, men åt sydväst är den kuperad. Terrängen runt Colonia Patria Nueva sluttar norrut. Runt Colonia Patria Nueva är det tätbefolkat, med 613 invånare per kvadratkilometer. Närmaste större samhälle är Celaya, 6,6 km öster om Colonia Patria Nueva. Omgivningarna runt Colonia Patria Nueva är en mosaik av jordbruksmark och naturlig växtlighet.